# A Battle of Cauliflowers
A Battle of Cauliflowers è un cortometraggio muto del 1905 diretto da Lewin Fitzhamon.

## Trama
La battaglia dei cavolfiori si svolge tra un automobilista impaziente e il conducente di un carro che, insieme a un ragazzo, bersaglia di cavoli marci l'iracondo autista.

## Produzione
Il film fu prodotto dalla Hepworth.

## Distribuzione
Distribuito dalla Hepworth, il film - un cortometraggio della lunghezza di 30 metri - uscì nelle sale cinematografiche britanniche nel giugno 1905. Non si hanno altre notizie del film che si ritiene perduto, forse distrutto nel 1924 quando il produttore Cecil M. Hepworth, ormai fallito, cercò di recuperare l'argento del nitrato fondendo le pellicole.